# Charles Winckler
Charles Gustav Wilhelm Winckler (ur. 9 kwietnia 1867 we Frederiksbergu, zm. 17 grudnia 1932 tamże) – duński przeciągacz liny, lekkoatleta i pływak.
Winckler był zgłoszony do zawodów lekkoatletycznych i pływackich podczas I Igrzysk Olimpijskich. Był obecny na Igrzyskach Olimpijskich w 1900 odbywających się w Paryżu. Zajął dziesiąte miejsce w pchnięciu kulą i ósme miejsce w rzucie dyskiem. Był także członkiem drużyny mieszanej (duńsko-szwedzkiego zespołu), razem z Edgarem Aabye, Augustem Nilssonem, Eugenem Schmidtem, Gustafem Söderströmem i Karlem Gustafem Staafem, z którymi startując przeciwko francuskiej drużynie w przeciąganiu liny zdobył złoty medal.
Trzykrotnie zdobywał złote medale mistrzostw Danii w pchnięciu kulą (1901–1903), w 1902 został także mistrzem kraju w rzucie dyskiem.